# Myotis adversus
Myotis adversus is een vleermuis uit het geslacht Myotis.

## Verspreiding
Deze soort komt voor op een groot aantal eilanden in Indonesië, met perifere populaties op Taiwan (ondersoort taiwanensis Ärnbäck-Christie Linde, 1908), mogelijk in Vietnam en Maleisië, in Vanuatu (ondersoort orientis Hill, 1983), en in New South Wales (Australië; ondersoort onduidelijk). In Indonesië worden de populaties op de eilanden Karimata (carimatae Miller, 1908), Yamdena (tanimbarensis Kitchener, 1995) en Wetar (wetarensis Kitchener, 1995) als aparte ondersoorten gezien. Deze verspreiding is gebaseerd op een revisie van Darrell Kitchener e.a. uit 1995, die voornamelijk gebaseerd was op morfometrische variabelen. Dezelfde revisie splitste de soorten Myotis macropus en Myotis moluccarum uit Australië, Nieuw-Guinea en omliggende gebieden van M. adversus af; alleen een enkel exemplaar uit het noorden van New South Wales werd nog als M. adversus geïdentificeerd. Later genetisch onderzoek (uit 2001) ondersteunde deze indeling niet: het exemplaar uit New South Wales dat als M. adversus was geïdentificeerd verschilde nauwelijks van andere Australische dieren en een exemplaar uit Vanuatu was niet verwant aan dit exemplaar en aan Indonesische M. adversus.